# Lordomyrma leae
Lordomyrma leae är en myrart som beskrevs av Wheeler 1919. Lordomyrma leae ingår i släktet Lordomyrma och familjen myror. Inga underarter finns listade i Catalogue of Life.

## Bildgalleri

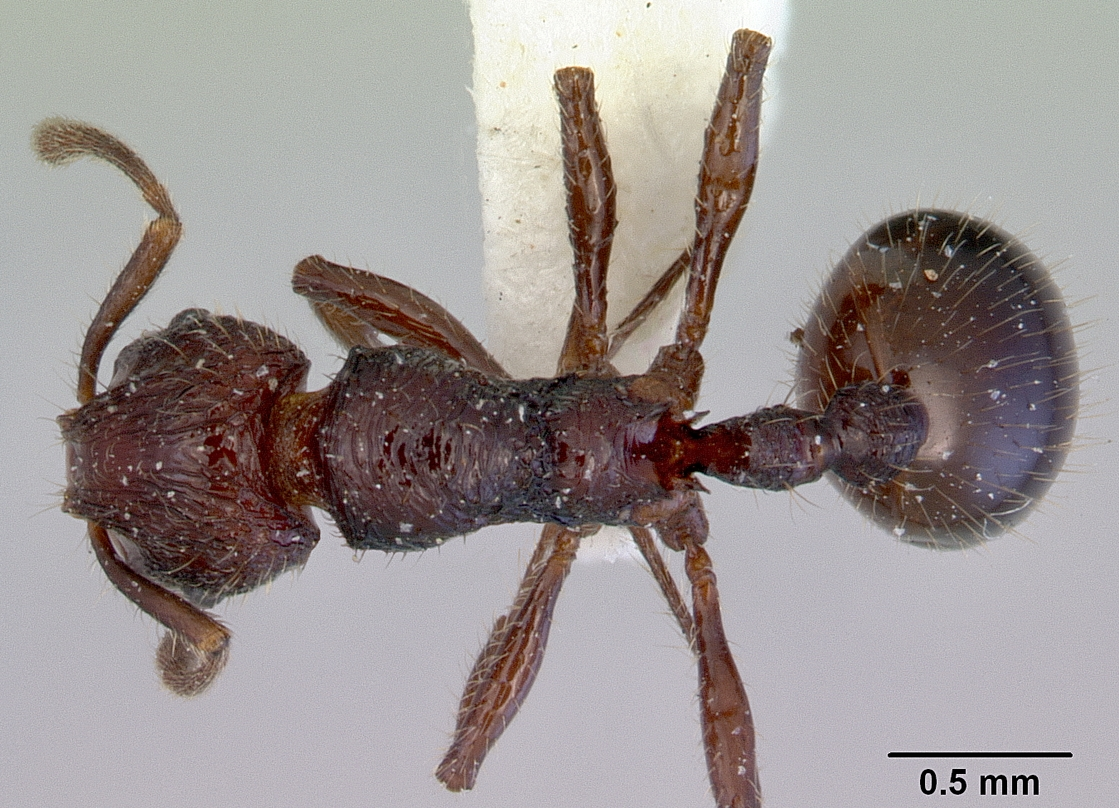
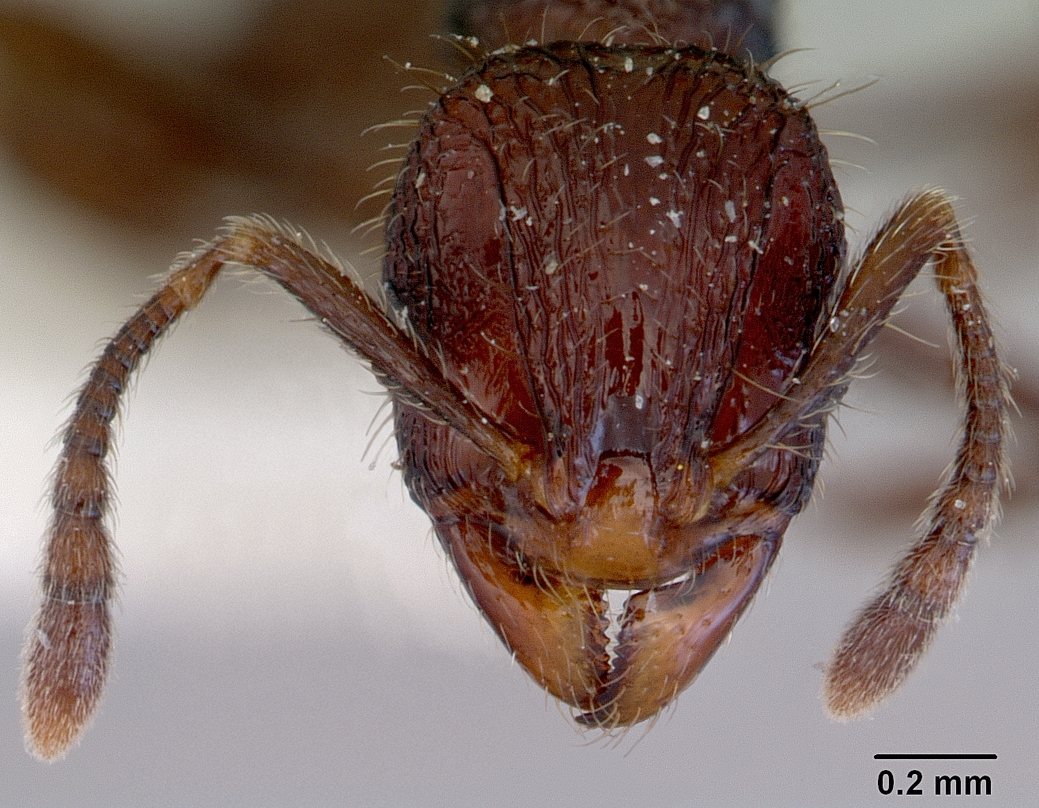
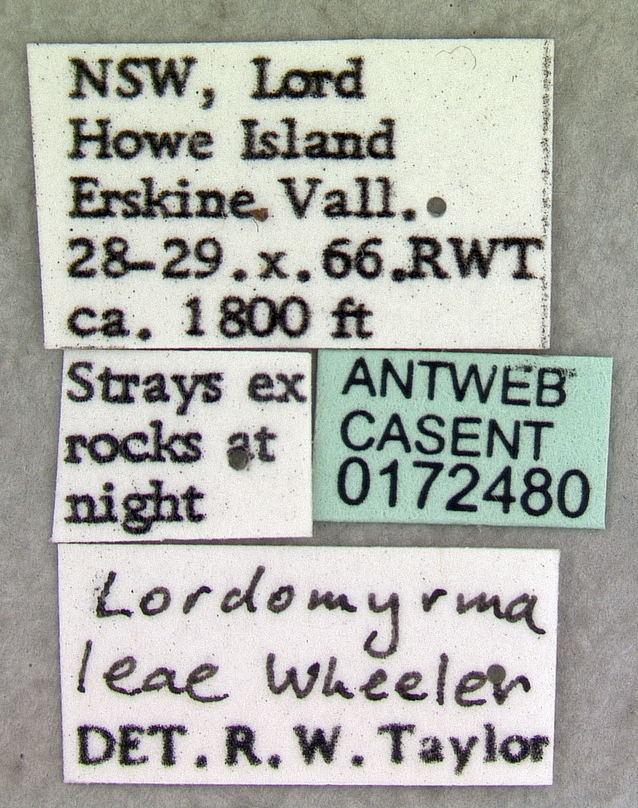
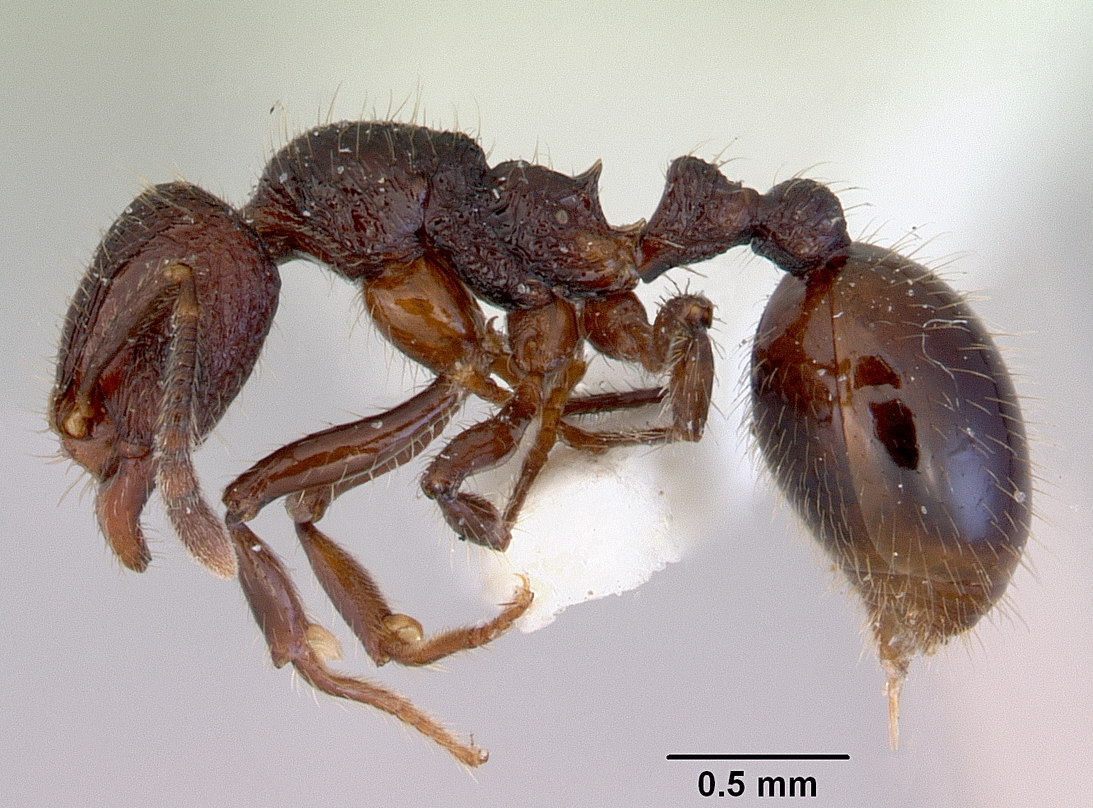